# Вератрин
Вератрин (лат. Veratrinum) — смесь алкалоидов, получаемая из семян южноамериканского растения сабадиллы.
Открыт Мейснером в 1818 году, а также, независимо от него, Пеллетье и Каванту в 1819 году.
Представляет собой белый или сероватый порошок. Почти не растворяется в воде, но растворим в спирте в пропорции 1:4.

## Применение
Вератрин - нервно-мышечный яд, очень токсичен для эктопаразитов, таких как вши, блохи, клещи.
Используют как рвотное свиньям, иногда собакам.
Также используется в как тонизирующее средство при атонии мышц, парезах и параличах мышц и двигательных нервов; при параличе пищевода, спинальных полупараличах, послеродовом парезе, закупорке пищевода инородным телом.

## Токсичность
Вератрин токсичен. При попадании на слизистые оболочки и кожу вызывает сильное отравление: тошноту, рвоту, судороги, нарушение сердечной деятельности, вплоть до остановки сердца.
Летуч, микроскопические следы пыли вещества вызывают сильное раздражение слизистых оболочек, что приводит к чиханью, слезотечению и другим реакциям.